# Исмаилова, Гульфайрус Мансуровна
Гульфайрус Мансуровна Исмаи́лова  (15 декабря 1929 года — 12 мая 2013 года) — советская и казахская художница и актриса. Заслуженный деятель искусств Казахской ССР (1965), народный художник Казахской ССР (1987).

## Биография
Родилась в 1929 году в Алма-Ате. Настоящее имя — Конарбаева Кульпаш Тансыкбаевна. Гульфайрус в раннем детстве удочерил Мансур Исмаилов, она стала старшей из его пятерых детей.
В 1949 году окончила Алма-Атинское художественное училище, где занималась в мастерской народного художника Казахской ССР A. M. Черкасского, в 1956 году — Ленинградский институт живописи, скульптуры и архитектуры им. Репина по классу живописи М. П. Бобышова, где познакомилась со своим супругом Евгением Матвеевичем Сидоркиным.
В 1956—1957 годах преподавала в Алматинском художественном училище. В 1971—1974 годах работала главной художницей Казахского театра оперы и балета. Ею созданы эскизы к декорациям и костюмам опер: «Ер Тарғын» Е. Брусиловского (1967), «Жұмбак қыз» С. Мухамеджанова (1972), «Чио-Чио-Сан» Дж. Пуччини (1972), к балетам «Дорогой дружбы» Н. Тлендиева (1957) и «Камар cұлу» В. Великанова (1958), кинофильму «Кыз Жибек» (1969—1971).
С 1957 года — член Союза художников Казахстана.
В начале 1970-х стала главной художницей Казахского государственного театра оперы и балета им. Абая.
Умерла в 2013 году в Алма-Ате, похоронена на Кенсайском кладбище.

## Основные работы
- спектакль «Акбопе» (ТЮЗ, 1957),
- балет «Дорога дружбы» (1958),
- опера «Ер-Таргын» (1967),
- балет «Козы-Корпеш — Баян-Сулу» (1971—1972),
- опера «Жумбак Кыз» (1972),
- опера «Чио-Чио-Сан» (1972—1973),
- опера «Алпамыс» (1973, 1979),
- опера «Аида» (1978) и др.

## Живописные работы
- «Портрет Народной артистки Казахской ССР Шары Жиенкуловой» (1958),
- «Портрет Народной артистки Казахской ССР Шолпан Джандарбековой» (1960),
- «Портрет Куляш Байсеитовой» (1962),
- «Портрет Дины Нурпеисовой» (1965),
- триптих «Народная мастерица» (1967),
- казахский вальс
- «Портрет А. Кастеева» (1967),
- «Портрет М. Ауэзова» (1969),
- «Портрет С. Муканова» (1969),
- «Автопортрет с семьей» (1978)

## Роли в кино
- 1949 — Алитет уходит в горы — Тыгрена
- 1957 — Ботагоз — Ботагоз
- 1959 — Однажды ночью — Тана
- 1971 — Кыз Жибек — Айгоз, мать Жибек
- 1972 — Возраст тревог — мать Анвара

## Награды
- 1959 — Орден «Знак Почёта» — за выдающиеся заслуги в развитии казахского искусства и литературы и в связи с декадой казахского искусства и литературы в гор. Москве
- 1965 — Заслуженный деятель искусств Казахской ССР
- 1970 — Медаль «В ознаменование 100-летия со дня рождения Владимира Ильича Ленина»
- 1981 — Орден Дружбы народов
- 1987 — Медаль «Ветеран труда»
- 1987 — Народный художник Казахской ССР
- 1999 — Орден «Парасат»
- 2002 — Премия «Тарлан» — за вклад в искусство
- 2009 — Орден «Достык» І степени

## Семья
Супруг — Евгений Матвеевич Сидоркин (1930—1982) — русский художник-график, заслуженный деятель искусств Казахской ССР (1965), лауреат Государственной премии Казахской ССР им. Чокана Валиханова (1979), народный художник Казахской ССР (1981).
Сын — Сидоркин Вадим Евгеньевич (1959—2021) — художник-реалист.